# Karjala Cup 2008
Der Karjala Cup 2008 ist seit 1996 die 13. Austragung des in Finnland stattfindenden Eishockeyturniers. Es ist Teil der Euro Hockey Tour, bei welcher sich die Nationalmannschaften Finnlands, Schwedens, Russlands und Tschechiens messen. Die Spiele fanden an drei Tagen in Helsinki statt, nur das erste Spiel der russischen Mannschaft wurde in Moskau ausgetragen.
| 6. November 2008 17:30 Uhr | Tschechien Miroslav Blaťák (1:52) Jakub Klepiš (32:22) Leoš Čermák (59:35) | 3:4 n. P. (1:1, 1:1, 1:1, 0:0) Spielbericht | Finnland Sami Kapanen (11:47) Hannes Hyvönen (38:17) Tommi Santala (49:15) Petteri Nummelin (PS) | Hartwall Areena, Helsinki Zuschauer: 7.120 |

| 6. November 2008 18:00 Uhr | Russland Alexei Michnow (56:29) | 1:0 (0:0, 0:0, 1:0) Spielbericht | Schweden | ZSKA-Eissportpalast, Moskau Zuschauer: 7.120 |

| 8. November 2008 12:00 Uhr | Tschechien Miloslav Hořava jr. (42:19) Zbyněk Irgl (46:43) Václav Nedorost (55:06) Petr Čajánek (56:17) | 4:1 (0:0, 0:1, 4:0) Spielbericht | Schweden Martin Thörnberg (35:58) | Hartwall Areena, Helsinki Zuschauer: 4.740 |

| 8. November 2008 15:30 Uhr | Finnland Petteri Nummelin (13:36) Juha-Pekka Hytönen (56.) | 2:6 (1:2, 0:1, 1:3) Spielbericht | Russland Alexander Radulow (12:26) Alexei Michnow (15:13) Denis Kuljasch (22:06) Alexander Radulow (49:04) Sergei Sinowjew (52:26) Alexei Tereschtschenko (59:03) | Hartwall Areena, Helsinki Zuschauer: 12.002 |

| 9. November 2008 15:00 Uhr | Russland Danis Saripow (PS) | 1:0 n. P. (0:0, 0:0, 0:0) Spielbericht | Tschechien | Hartwall Areena, Helsinki Zuschauer: 4.212 |

| 9. November 2008 17:30 Uhr | Finnland | 0:2 (0:0, 0:0, 0:0) Spielbericht | Schweden Oscar Hedman (38:39) Mika Hannula (43:03) | Hartwall Areena, Helsinki Zuschauer: 10.939 |

| Platz | Mannschaft | Spiele | S | S (OT) | N (OT) | N | T    | P |
| ----- | ---------- | ------ | - | ------ | ------ | - | ---- | - |
|       | Russland   | 3      | 2 | 1      | 0      | 0 | 8:02 | 8 |
|       | Tschechien | 3      | 1 | 0      | 2      | 0 | 7:06 | 5 |
|       | Schweden   | 3      | 1 | 0      | 0      | 2 | 3:05 | 3 |
| 4.    | Finnland   | 3      | 0 | 1      | 0      | 2 | 6:11 | 2 |